# Komos

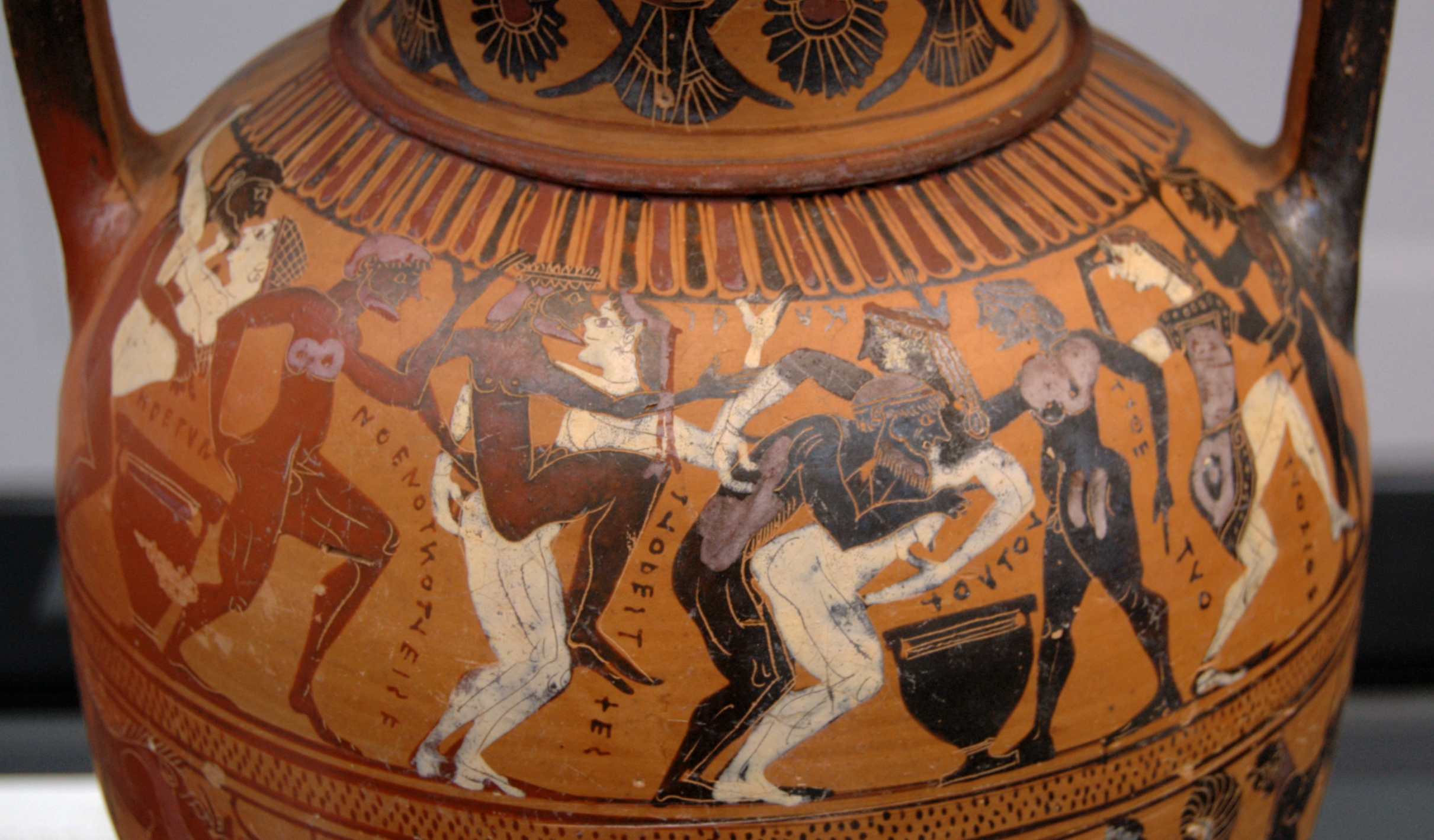
Schwarzfigurige Komosszene auf einer attischen Amphore, ca. 560 v. Chr., Staatliche Antikensammlungen (Inv. 1432)

Als Komos (altgriechisch κῶμος kōmos „festlicher, fröhlicher Umzug besonders zu Ehren des Dionysos“) wird ein ausgelassener, ritualisierter Umzug mit Musikbegleitung in der griechischen Antike bezeichnet. Musikalische Begleitinstrumente waren Kithara und/oder vor allem der Aulos.
Frühe Erwähnungen des Begriffes beschreiben einen Ritus mit Gesang, Tanz und Musik, der allerdings noch nicht in Verbindung mit Dionysos gebracht wurde. Spätestens seit dem 6. Jahrhundert v. Chr. wird der Komos meist mit Dionysos bzw. dem Dionysoskult verbunden. Jedoch gab es solche Veranstaltungen kultunabhängig noch bis in die römische Kaiserzeit. Darstellungen in der griechischen Vasenmalerei stellen Komosszenen fast immer in Verbindung mit Dionysos dar. Im Laufe der Zeit wird der Komos fester Bestandteil der städtischen Dionysien. 
In der Antike wurde die Komödie vom Komos hergeleitet, was jedoch von den Bewohnern der Peloponnes bestritten wurde. Bis heute ist die Herkunft des Wortes Komödie nicht geklärt, doch der Ursprung in den Komos gilt als wahrscheinlicher.
Seit der Spätantike gab es eine gleichnamige Personifikation des Komos.